# Liste spanischer Schachspieler
Die Liste spanischer Schachspieler enthält Schachspieler, die für den spanischen Schachverband spielberechtigt sind oder waren und mindestens eine der folgenden Bedingungen erfüllen:
- Träger einer der folgenden FIDE-Titel: Großmeister, Ehren-Großmeister, Internationaler Meister, Großmeisterin der Frauen, Ehren-Großmeisterin der Frauen, Internationale Meisterin der Frauen;
- Träger einer der folgenden ICCF-Titel: Großmeister, Verdienter Internationaler Meister, Internationaler Meister, Großmeisterin der Frauen, Internationale Meisterin der Frauen;
- Gewinn einer nationalen Einzelmeisterschaft.

## A
- Hasan Abbasifar (* 1972), Großmeister[1]
- Javier Agüera Naredo (* 1973), Internationaler Meister
- Miguel Albareda Creus (1919–2012), historischer Meister
- Víctor Alcázar Jiménez (* 1986), Internationaler Meister
- Francisco Alexandre Bisquert, Verdienter Internationaler Meister im Fernschach
- Olga Alexandrova (* 1978), Internationaler Meister, Großmeisterin der Frauen, spanische Meisterin der Frauen[2]
- Beatriz Alfonso Nogué (1968–2019), spanische Meisterin der Frauen
- Ehsan Ali (* 1984), Internationaler Meister
- Pablo Almagro Llamas (* 1983), Internationaler Meister
- Robert Aloma Vidal (* 1989), Internationaler Meister[3]
- Carlos Alonso González (* 1963), internationaler Fernschachmeister
- Jonathan Alonso Moyano (* 1980), Internationaler Meister
- Alvar Alonso Rosell (* 1992), Großmeister, spanischer Meister
- Ismael Alshameary Puente (* 1992), Internationaler Meister
- Daniel Alsina Leal (* 1988), Großmeister
- Alejandro Alvarado Díaz (* 1993), Internationaler Meister
- Rafael Álvarez Ibarra (* 1961), Internationaler Meister
- Alberto Andrés González (* 1981), Internationaler Meister
- Juan Anguix Garrido (* 1966), Internationaler Meister
- Joaquín Miguel Antolí Royo (* 1988), Internationaler Meister
- David Antón Guijarro (* 1995), Großmeister
- Amalia Aranaz Murillo (* 1995), Internationale Meisterin der Frauen
- Íñigo Argandoña Riveiro (* 1981), Internationaler Meister
- Julen Luís Arizmendi Martínez (* 1976), Großmeister, spanischer Meister
- Lewan Aroschidse (* 1985), Großmeister[4]
- Ángel Arribas López (* 1993), Großmeister
- Hipólito Asís Gargatagli (* 1986), Großmeister
- Gerard Ayats Llobera (* 2001), Internationaler Meister

## B
- Guillermo Baches García (* 1979), Internationaler Meister
- Francisco Ballbé Anglada (* 1933), internationaler Fernschachmeister
- Jesús Barón Rodríguez (* 1979), Internationaler Meister
- Esteve Barrababe Menal, internationaler Fernschachmeister
- Carlos Barrero García (* 1978), Internationaler Meister
- José Antonio Barrios Troncoso (1937–2008), Verdienter Internationaler Meister im Fernschach
- Juan Manuel Bellón López (* 1950), Großmeister, spanischer Meister[5]
- Santiago Beltrán Rueda (* 1964), Internationaler Meister
- Alvaro Benlloch Guirau (* 1970), Verdienter Internationaler Meister im Fernschach
- Luis Javier Bernal Moro (* 1971), Internationaler Meister
- Manuel Jesús Bescós Anzano, Fernschachgroßmeister
- Jorge Boada Llombart (* 1932), internationaler Fernschachmeister
- Rufino Bocanegra Moreno, internationaler Fernschachmeister
- Alejandro Bofill Mas (* 1960), Internationaler Meister
- Alfredo Brito García (* 1963), Internationaler Meister

## C
- Alexis Cabrera (* 1976), Großmeister[6]
- Jorge Cabrera Trujillo (* 1991), Internationaler Meister
- Sergio Cacho Reigadas (* 1974), Internationaler Meister, spanischer Meister
- Ricardo Calvo Mínguez (1943–2002), Internationaler Meister
- Mónica Calzetta Ruiz (* 1972), Großmeisterin der Frauen, spanische Meisterin der Frauen
- José Camacho Collados (* 1988), Internationaler Meister[7]
- Marcos Camacho Collados (* 1991), Internationaler Meister
- Rufino Camarena Gimenez (* 1978), Internationaler Meister
- Luis María Campos Gambuti (* 1967), Internationaler Meister[8]
- Miguel Angel Cánovas Pordomingo (* 1966), Fernschachgroßmeister
- José Candela Pérez (* 1972), Internationaler Meister
- Teresa Canela Giménez (* 1959), Internationale Meisterin der Frauen
- Juan Manuel Carrasco Martínez (* 1977), Internationaler Meister
- Jácobo Cáselas Cabanas (* 1973), Internationaler Meister
- Renier Castellanos Rodríguez (* 1982), Großmeister[9]
- Alberto Chueca Forcén (* 1992), Internationaler Meister
- Roberto Cifuentes Parada (* 1957), Großmeister[10]
- Niala Collazo Hidalgo-Gato (* 1983), Internationale Meisterin der Frauen[11]
- Lluís Comas Fabregó (* 1971), Großmeister, spanischer Meister
- Ramón Crusi Moré (1926–2013), internationaler Fernschachmeister
- Pablo Cruz Lledo (* 1995), Internationaler Meister
- Carlos Cruzado Dueñas, Fernschachgroßmeister
- Guillermo Cuadrado Wentwort-Hyde, internationaler Fernschachmeister
- José Fernando Cuenca Jiménez (* 1987), Großmeister
- María Luisa Cuevas Rodríguez (* 1965), Internationale Meisterin der Frauen, spanische Meisterin der Frauen
- Pascual Cutillas Ripoll, Verdienter Internationaler Meister im Fernschach

## D
- José Eduardo Da-Riva Alonso, internationaler Fernschachmeister
- Inigo De Carlos Arregui (* 1958), internationaler Fernschachmeister
- Diego Del Rey (* 1972), Internationaler Meister[12]
- Salvador Gabriel Del Río Angelis (* 1976), Großmeister
- Mairelys Delgado Crespo (* 1974), Großmeisterin der Frauen[13]
- Vicente Destruels Moreno (* 1969), internationaler Fernschachmeister
- Jesús Díez del Corral (1933–2010), Großmeister, spanischer Meister
- Pedro Drake Díez de Rivera, Fernschachgroßmeister

## E
- Héctor Elissalt Cárdenas (* 1963), Internationaler Meister[14]
- Francisco Espejo Hava (* 1958), Verdienter Internationaler Meister im Fernschach
- Diego Espineira Gonzalez (* 1986), Internationaler Meister
- Angel Espinosa Aranda (* 1992), Internationaler Meister
- Julián Estrada Nieto (* 1972), Internationaler Meister[15]
- Sergio Estremera Paños (* 1962), Internationaler Meister, spanischer Meister

## F
- Miquel Farré i Mallofré (1936–2021), Internationaler Meister
- Manuel Fenollar Jorda (* 1976), Internationaler Meister
- Enrique Fernández Aguado (* 1967), Internationaler Meister
- José Luis Fernández García (* 1954), Großmeister, spanischer Meister
- José Miguel Fernández García (* 1993), Internationaler Meister
- Ernesto Fernández Romero (* 1983), Großmeister
- Carmelo Fernández Vicente (* 1952), Verdienter Internationaler Meister im Fernschach
- Pepita Ferrer Lucas (1938–1993), Internationale Meisterin der Frauen, spanische Meisterin der Frauen
- Carlos Flores Gutiérrez (1933–2017), Verdienter Internationaler Meister im Fernschach
- Joan Fluviá Poyatos (* 1982), Internationaler Meister
- Jordi Fluviá Poyatos (* 1984), Internationaler Meister[16]
- Daniel Forcén Esteban (* 1994), Großmeister
- José Miguel Fraguela Gil (* 1953), Internationaler Meister, spanischer Meister
- Alejandro Franco Alonso (* 1982), Internationaler Meister
- Zenón Franco Ocampos (1956–2024), Großmeister[17]

## G
- Andres Gallardo García (* 1972), Internationaler Meister
- Julia Gallego Eraso (* 1964), spanische Meisterin der Frauen
- Patxi Gallego Eraso (* 1959), Internationaler Meister
- Victoriano Gallego Jiménez (* 1969), Internationaler Meister
- Antonio Gamundí Salamanca (* 1965), Internationaler Meister
- Unai Garbisu de Goni (* 1975), Internationaler Meister
- Pablo García Castro (* 1978), Internationaler Meister
- Pedro García Corada (* 1953), Verdienter Internationaler Meister im Fernschach
- Carlos García Fernández (1958–2021), Internationaler Meister
- José García Gutiérrez (* 1953), internationaler Fernschachmeister
- David García Ilundáin (1971–2002), Großmeister
- Agustin García Luque (* 1964), Internationaler Meister
- Marta García Martín (* 2000), Internationaler Meister, Großmeisterin der Frauen
- José García Padrón (* 1958), Internationaler Meister, spanischer Meister
- Daniel García Roman (* 1981), Internationaler Meister
- Nieves García Vicente (* 1955), Internationale Meisterin der Frauen, spanische Meisterin der Frauen, internationaler Fernschachmeister
- Jesús Garrido Domínguez (* 1988), Internationaler Meister
- Pere Garriga Cazorla (* 1998), Internationaler Meister
- Josep Garriga Nualart (1947–2014), internationaler Fernschachmeister[18]
- Sergio Garza Marco (* 1972), Internationaler Meister
- Javier Gil Capape (* 1967), Internationaler Meister[19]
- Juan Carlos Gil Reguera (* 1956), Internationaler Meister
- Pedro Antonio Ginés Esteo (* 2004), Internationaler Meister
- Pablo Glavina (* 1968), Internationaler Meister[20]
- Manuel Golmayo Torriente (1883–1973), spanischer Meister
- Celso Golmayo Zúpide (1820–1898), historischer Meister
- Juan Mario Gómez Esteban (* 1958), Großmeister, spanischer Meister
- Santiago González de la Torre (* 1981), Internationaler Meister
- Alberto González Freixas (* 1958), Fernschachgroßmeister
- José González García (* 1973), Großmeister[21]
- Arián González Pérez (* 1988), Großmeister[22]
- Jorge A. González Rodríguez (* 1954), Internationaler Meister[23]
- Fermín González Vélez (* 1968), Internationaler Meister
- Tatjana Grabusowa (* 1967), Großmeisterin der Frauen[24]
- Manuel Granados Gómez (* 1974), Internationaler Meister
- Antonio Granero Roca (* 1975), Internationaler Meister
- Antonio Gual Pascual (* 1963), Internationaler Meister
- Diego Guerra Bastida (* 1970), Internationaler Meister
- José Angel Guerra Méndez (* 1988), Internationaler Meister[25]
- María Luisa Gutiérrez, spanische Meisterin der Frauen
- Paloma Gutiérrez Castillo (* 1985), Internationale Meisterin der Frauen

## H
- Lance Henderson de la Fuente (* 2003), Großmeister[26]
- Yudania Hernández Estévez (* 1973), Internationale Meisterin der Frauen, spanische Meisterin der Frauen[27]
- José María Hernando Rodrigo (* 1973), Internationaler Meister
- Julio Antonio Hernando Rodrigo (1980–2025), Internationaler Meister
- Herminio Herraiz Hidalgo (* 1978), Großmeister
- Irisberto Herrera (* 1968), Großmeister[28]
- Mikel Huerga Leache (* 1989), Internationaler Meister

## I
- José Carlos Ibarra Jérez (* 1985), Großmeister
- Miguel Illescas Córdoba (* 1965), Großmeister, spanischer Meister
- Alexander Ipatov (* 1993), Großmeister[29]
- Eduardo Iturrizaga (* 1989), Großmeister[30]
- Félix Izeta Txabarri (* 1961), Großmeister[31]

## J
- Alfonso Jerez Pérez (* 1971), Internationaler Meister
- Ramón José Abril (* 1968), Internationaler Meister
- Daniil Juffa (* 1997), Großmeister[32]

## K
- Sarasadat Khademalsharieh (* 1997), Internationaler Meister[33]
- Ibragim Khamrakulov (* 1982), Großmeister[34]
- Oleg Korneev (* 1969), Großmeister[35]

## L
- José Antonio Lacasa Díaz (* 1973), Internationaler Meister
- David Lafarga Santorromán (1967–2018), Fernschachgroßmeister
- José María Lanz Calavia (* 1947), internationaler Fernschachmeister
- David Lariño Nieto (* 1989), Großmeister, spanischer Meister
- Tomas Learte Pastor, internationaler Fernschachmeister
- Pedro Lezcano Jaén (* 1970), Internationaler Meister
- Jaime Lladó Lumbera (1916–2001), spanischer Meister
- Miguel Llanes Hurtado (* 1978), Großmeister
- Marcos Llaneza Vega (* 1987), Internationaler Meister
- Patricia Llaneza Vega (* 1979), Internationale Meisterin der Frauen, spanische Meisterin der Frauen
- Enrique Llobel Cortell (* 1985), Internationaler Meister
- Alfonso Llorente Zaro (* 1989), Internationaler Meister
- Ruy López de Segura (1530–1580), historischer Meister
- Josep Manuel López Martínez (* 1980), Großmeister
- Íñigo López Mulet (* 2000), Internationaler Meister
- Lazaro Lorenzo de la Riva (* 1983), Internationaler Meister
- Luis Ramírez Lucena (ca. 1465–1530), historischer Meister

## M
- Antonio Magallón Minguéz, internationaler Fernschachmeister
- Jordi Magem Badals (* 1967), Großmeister, spanischer Meister
- Ángel-Jerónimo Manso Gil (* 1970), Fernschachgroßmeister
- Carlos Javier Márquez Abreu, internationaler Fernschachmeister
- Juan Manuel Martí Pericot (* 1962), Verdienter Internationaler Meister im Fernschach
- Joel Martín Clemente (* 1970), Fernschachgroßmeister
- Jesús Martín Duque (* 1996), Internationaler Meister
- Ángel Martín González (* 1953), Internationaler Meister, spanischer Meister
- Carlos Martín Sánchez, internationaler Fernschachmeister
- David Martínez Martín (* 1981), Internationaler Meister
- Pedro Mascaró March (* 1973), Internationaler Meister
- Ann Matnadze Bujiashvili (* 1983), Internationaler Meister, Großmeisterin der Frauen[36]
- Antonio Medina García (1919–2003), Internationaler Meister, spanischer Meister
- Juan Mellado Triviño (* 1968), Internationaler Meister[37]
- Andres Merario Alarcon (* 1996), Internationaler Meister
- Josep Mercadal Benejam (* 1954), Fernschachgroßmeister
- Héctor Mestre Bellido (* 1990), Internationaler Meister
- Eduardo Mirás García (* 1953), Verdienter Internationaler Meister im Fernschach
- Ricardo Montecatine Ríos (* 1956), internationaler Fernschachmeister
- Javier Moreno Carnero (* 1975), Großmeister[38]
- Carlos Moreno Carretoro (* 1951), Verdienter Internationaler Meister im Fernschach
- Javier Moreno Ruiz (* 1970), Internationaler Meister
- Emilio Moreno Tejera (* 1985), Internationaler Meister
- Alejandro Moreno Trujillo (* 1985), Internationaler Meister
- Wiktor Moskalenko (* 1960), Großmeister[39]
- Francisco Javier Muñoz Moreno (* 1954), Fernschachgroßmeister
- Miguel Muñoz Pantoja (* 1975), Großmeister[40]

## N
- Marc Narciso Dublan (* 1974), Großmeister
- Irene Nicolas Zapata (* 1997), Internationale Meisterin der Frauen
- Joaquín Noria Silvestre (* 1945), internationaler Fernschachmeister

## O
- Francisco Javier Ochoa de Echagüen (* 1954), Internationaler Meister
- Ramon Oltra Caurin (* 1956), Internationaler Meister
- Josep Oms Pallisé (* 1973), Großmeister[41]
- Daniel Ortega Hermida (* 1983), Internationaler Meister

## P
- Ernesto Palacios de la Prida (1943–2000), spanischer Meister
- José Vicente Pallardó Lozoya (* 1988), Internationaler Meister
- Roberto Páramos Domínguez (* 1972), Internationaler Meister
- David Pardo Simón (* 1995), Internationaler Meister
- José Paredes Prats (1934–2013), internationaler Fernschachmeister
- Natalia Parés Vives (* 1955), internationaler Fernschachmeister
- Enrique Pascual Gras (1929–2006), internationaler Fernschachmeister
- Lucía Pascual Palomo (* 1988), spanische Meisterin der Frauen
- Manuel Pena Gómez (* 1988), Großmeister
- Juan Peñafiel López (* 1954), internationaler Fernschachmeister
- María Adela Perera Borrego (* 1994), Internationale Meisterin der Frauen
- Manuel Pérez Candelario (* 1983), Großmeister
- Alejandro Pérez García (* 2000), Internationaler Meister
- Juan Manuel Pérez Martín, internationaler Fernschachmeister
- Orelvis Pérez Mitjans (* 1976), Großmeister[42]
- Francisco José Pérez (1920–1999), Internationaler Meister, spanischer Meister[43]
- Lluís María Perpinya Rofes (* 1974), Internationaler Meister
- Alan Pichot (* 1998), Großmeister[44]
- María del Pilar Cifuentes, spanische Meisterin der Frauen
- María del Pino García Padron (* 1961), spanische Meisterin der Frauen
- Francisca Pino Muñoz (* 1954), internationale Fernschachmeisterin der Frauen
- José Pisa Ferrer (1955–2008), Internationaler Meister
- Tatjana Platschkinowa (* 1981), Internationale Meisterin der Frauen[45]
- Ruslan Pogorjelow (* 1959), Großmeister[46]
- Arturo Pomar Salamanca (1931–2016), Großmeister, spanischer Meister
- Juan Pomés Marcet (* 1957), Internationaler Meister
- José M. Pons Ribot, internationaler Fernschachmeister
- Daniel Eduardo Pulvett Marín (* 1991), Internationaler Meister[47]
- Jesús Punzón Moraleda, Verdienter Internationaler Meister im Fernschach

## R
- Michael Rahal (* 1970), Internationaler Meister[48]
- Juan Luis Ramiro Ovejero (* 1976), Internationaler Meister
- David Recuero Guerra (* 1991), Internationaler Meister
- Jesús Julio Remis Fernández, internationaler Fernschachmeister
- Roi Reinaldo Castiñeira (* 1980), Internationaler Meister
- Ramón Rey Ardid (1903–1988), spanischer Meister
- Maria Magdalena Ribelles Sala, internationale Fernschachmeisterin der Frauen
- Óscar de la Riva Aguado (* 1972), Großmeister, spanischer Meister[49]
- Manuel Rivas Pastor (* 1960), Großmeister, spanischer Meister
- Santiago Roa Alonso (* 1967), Internationaler Meister
- Claudia Robles García (* 1990), Internationale Meisterin der Frauen
- Carlos Rodríguez Amezqueta (* 1965), Fernschachgroßmeister
- Amador Rodríguez Céspedes (* 1956), Großmeister[50]
- Enrique Rodríguez Guerrero (* 1983), Großmeister
- Rafael Rodríguez López (* 1966), Internationaler Meister
- Daniel Mauricio Rodríguez Pineda (* 1951), Internationaler Meister[51]
- Juan Carlos Rodríguez Talavera (1962–1996), Internationaler Meister
- Orestes Rodríguez Vargas (1943–2024), Großmeister[52]
- Jesús Roig Grau (* 1968), internationaler Fernschachmeister
- Gabriel Rojo Huerta (* 1965), Internationaler Meister
- Alfonso Romero Holmes (* 1965), Großmeister, spanischer Meister
- Victor Diego Rosa Ramírez (* 1976), internationaler Fernschachmeister
- Luis Ignacio Rubio Mejía (* 1990), Internationaler Meister
- Sofía Ruiz, spanische Meisterin der Frauen

## S
- Horacio Saldaño Dayer (* 1973), Internationaler Meister[53]
- Iván Salgado López (* 1991), Großmeister, spanischer Meister
- Pablo San Segundo Carrillo (* 1970), Großmeister, spanischer Meister
- Francisco Sánchez Guirado (* 1958), Internationaler Meister
- Antonio Sánchez Ródenas (* 1939), internationaler Fernschachmeister
- Jaime Santos Latasa (* 1996), Großmeister
- Miguel Santos Ruiz (* 1999), Großmeister
- Francisco Javier Sanz Alonso (1952–2022), Internationaler Meister, spanischer Meister
- José Sanz Aguado (1907–1969), spanischer Meister
- Braulio Sarmiento Alfonso (* 1963), Internationaler Meister
- Alexei Schirow (* 1972), Großmeister, spanischer Meister[54]
- Marcelino Sión Castro (* 1957), Internationaler Meister
- Boris Slotnik (* 1946), Internationaler Meister[55]
- Eric Sos Andreu (* 1993), Internationaler Meister
- Carlos Suárez García (* 1996), Internationaler Meister
- Diego Suárez Pousa (* 1976), Internationaler Meister
- Alberto Suárez Real (* 1983), Internationaler Meister
- Manuel Suárez Sedeño (* 1958), internationaler Fernschachmeister
- Adrián Suárez Uriel (* 1994), Internationaler Meister
- Mihai Șubă (* 1947), Großmeister[56]

## T
- Francisco Javier Tarrío Ocaña (* 1962), internationaler Fernschachmeister
- Enrique Tejedor Fuente (* 1995), Internationaler Meister
- Ismael Terán Álvarez (* 1972), Internationaler Meister
- Silvia Timón Piote (* 1975), spanische Meisterin der Frauen
- Miodrag Todorčević (* 1940), Großmeister[57]
- Juan Toledano Llinares (* 1960), Internationaler Meister
- Román Torán Albero (1931–2005), Internationaler Meister, spanischer Meister
- Antonio Torrecillas Martínez (* 1962), Internationaler Meister
- Dafnae Trujillo Delgado (* 1983), Internationale Meisterin der Frauen
- Maxim Tschigajew (* 1996), Großmeister[58]

## U
- Elizbar Ubilava (* 1950), Großmeister[59]

## V
- Francisco Vallejo Pons (* 1982), Großmeister, spanischer Meister
- Iván Vallés Moreno (* 1977), Internationaler Meister
- Jaime Valmaña Canto (* 1990), Internationaler Meister
- Mauricio Vassallo Barroche (* 1966), Internationaler Meister[60]
- Renier Vázquez Igarza (* 1979), Großmeister[61]
- Belinda Vega Gutiérrez (* 1985), Internationale Meisterin der Frauen
- Sabrina Vega Gutiérrez (* 1987), Internationaler Meister, Großmeisterin der Frauen, spanische Meisterin der Frauen
- Fernando Vega Holm (* 1968), Internationaler Meister
- Víctor Manuel Vehí Bach (* 1960), Internationaler Meister
- Gloria Velat, spanische Meisterin der Frauen
- Francisco de Asís Velilla Velasco, Fernschachgroßmeister
- Arturo Vidarte Morales (* 1967), Internationaler Meister[62]
- Ariadna Vieito Ribelles (* 1994), internationale Fernschachmeisterin der Frauen
- Xavier Vila Gazquez (* 1990), Großmeister
- Mónica Vilar López (* 1970), spanische Meisterin der Frauen
- Jesús María de la Villa García (* 1958), Großmeister, spanischer Meister
- Adalbert Villavicencio Martínez (* 1961), Internationaler Meister
- Fernando Visier Segovia (* 1943), spanischer Meister

## Z
- Karen Zapata (* 1982), Internationale Meisterin der Frauen, peruanische Meisterin der Frauen[63]